# The Girl Who Ran Wild
The Girl Who Ran Wild è un film muto del 1922 sceneggiato e diretto da Rupert Julian che fu prodotto e distribuito dalla Universal Film Manufacturing Company. La sceneggiatura, firmata dal regista, si basa su M'liss, una novella di Bret Harte pubblicata in Golden Era (San Francisco, 1963). Il film è il remake de Il giglio selvatico di Marshall Neilan con Mary Pickford, girato nel 1918.

## Trama
M'liss, nata e vissuta tra le montagne, è cresciuta come un maschiaccio. Dopo la morte del padre, Calaveras John e Johnny Cake - amici degli assassini di suo padre, le offrono la loro "protezione". La ragazza sembra non avere interesse per niente ma, un giorno, il nuovo insegnante la persuade a prendersi cura della sua persona e a ricevere un po' di istruzione, mostrando verso di lei simpatia e sollecitudine. Ma quando M'liss si convince che, invece, l'uomo è innamorato di un'altra ragazza, decide di scappare via insieme a un altro. Il maestro le corre dietro e si scontra con il rivale per dimostrarle che è effettivamente sincero nei suoi sentimenti e che vuole con tutte le sue forze che lei ritorni.

## Produzione
Il film fu prodotto dalla Universal Film Manufacturing Company. Il 24 giugno 1922, la rivista Camera riportava la notizia che il regista Rupert Julian, insieme al suo cast e alla sua troupe, si era recato a Seven Oaks, a sud di Big Bear Lake, per un periodo di due settimane. Secondo diverse fonti, il titolo di lavorazione del film era stato M'lss .

## Distribuzione
Il copyright del film, richiesto dalla Universal Film Manufacturing Co., fu registrato il 25 settembre 1922 con il numero LP18251.
Distribuito dalla Universal Film Manufacturing Company e presentato da Carl Laemmle, il film uscì nelle sale cinematografiche degli Stati Uniti il 9 ottobre 1922.
Non si conoscono copie ancora esistenti della pellicola che viene considerata presumibilmente perduta.